# Consistório Ordinário Público de 1919
Bento XV criou sete cardeais em 15 de dezembro de 1919, três italianos, dois poloneses e um espanhol. Todos assistiram, exceto Juan Soldevilla y Romero, Arcebispo de Zaragoza, que recebeu seu chapéu vermelho do rei Alfonso XIII da Espanha em 25 de dezembro.  Bertram, criou um cardeal in pectore em 1916, participou deste consistório. No final deste consistório, o Colégio dos Cardeais tinha 63 membros, 32 italianos e 31 não italianos.

## Cardeais Eleitores
| Nº                              | País               | Nome                     | Idade              | Cargo                                        | Título ou Diaconia                                 |
| Cardeais eleitores              | Cardeais eleitores | Cardeais eleitores       | Cardeais eleitores | Cardeais eleitores                           | Cardeais eleitores                                 |
| ------------------------------- | ------------------ | ------------------------ | ------------------ | -------------------------------------------- | -------------------------------------------------- |
| 1                               | Itália             | Filippo Camassei         | 71                 | Patriarca de Patriarcado Latino de Jerusalém | Cardeal-Presbítero de Santa Maria em Ara Coeli     |
| 2                               | Itália             | Augusto Silj             | 73                 | Vice-Camerlengo                              | Cardeal-Presbítero de Santa Cecília                |
| 3                               | Espanha            | Juan Soldevilla y Romero | 76                 | Arcebispo da Saragoça                        | Cardeal-Presbítero de Santa Maria do Povo          |
| 4                               | Itália             | Teodoro Valfre di Bonzo  | 66                 | núncio apostólico na Áustria-Hungria         | Cardeal-Presbítero de Santa Maria sobre Minerva    |
| 5                               | Polónia            | Aleksander Kakowski      | 57                 | Arcebispo de Varsóvia                        | Cardeal-Presbítero de Santo Agostinho              |
| 6                               | Polónia            | Edmund Dalbor            | 50                 | Arcebispo da Gniezno                         | Cardeal-Presbítero de São João na Porta Latina     |
| Revelação do Cardeal In Pectore |                    |                          |                    |                                              |                                                    |
| 7                               | Alemanha           | Adolf Bertram            | 60                 | Arcebispo da Breslau                         | Cardeal-Presbítero de Santa Inês Fora das Muralhas |

## Link Externo
- «Catholic Hierarchy» (em inglês)